# Nippert Stadium
Il Nippert Stadium è uno stadio situato Cincinnati, nell'Ohio. È stato inaugurato nel 1915 ed ospita gli incontri della squadra universitaria di Football americano dei Cincinnati Bearcats e, dal 2019, il club calcistico FC Cincinnati.